# Phong cách tối giản

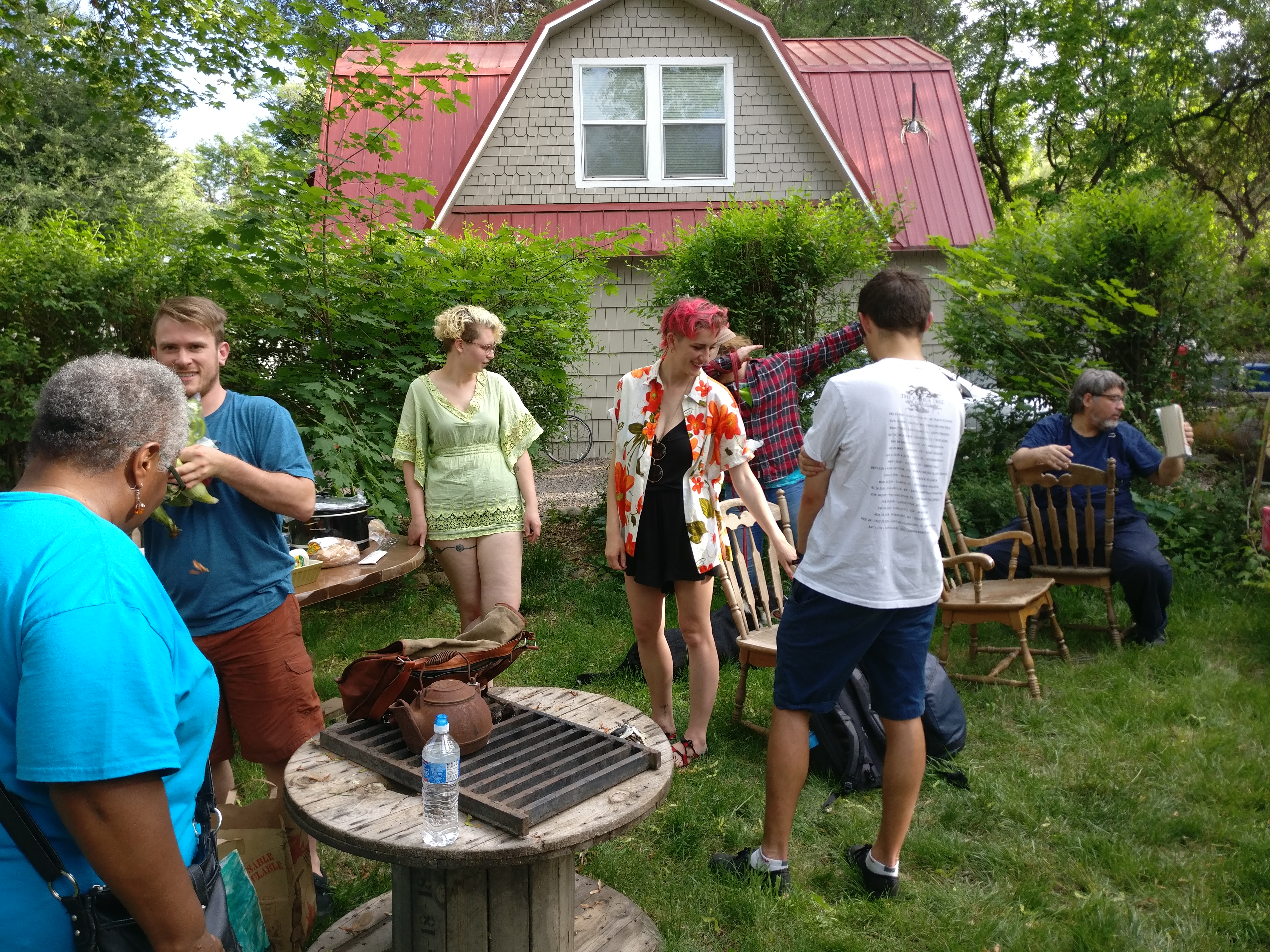
Thiết kế không gian sống theo kiểu tối giản ở Idaho (nhà nhỏ, vườn nhỏ)

Phong cách tối giản hay Chủ nghĩa tối giản (tiếng Anh: minimalism, tiếng Pháp: minimalisme) thể hiện những khuynh hướng đa dạng của nghệ thuật, đặc biệt trong nghệ thuật thị giác và âm nhạc mà các tác phẩm được tối giản về những yêu cầu thiết yếu nhất của nó. Phong cách tối giản xuất phát trong nghệ thuật phương Tây từ sau Chiến tranh thế giới lần thứ 2, rõ nét nhất là trong nghệ thuật thị giác với các tác phẩm hội họa của Mark Rothko. Khái niệm này dần dần được mở rộng để bao hàm cả những khuynh hướng trong âm nhạc mà đặc điểm là sự lặp lại, điển hình là các tác phẩm của Steve Reich, Philip Glass và Terry Riley Phong cách tối giản có nguồn gốc bắt rễ từ sự thuần khiết và cô đọng của chủ nghĩa Hiện đại, được kết hợp với chủ nghĩa Hậu hiện đại và được xem như phản ứng đối ngược lại với chủ nghĩa Biểu hiện trong nội dung cũng như trong bố cục tác phẩm.

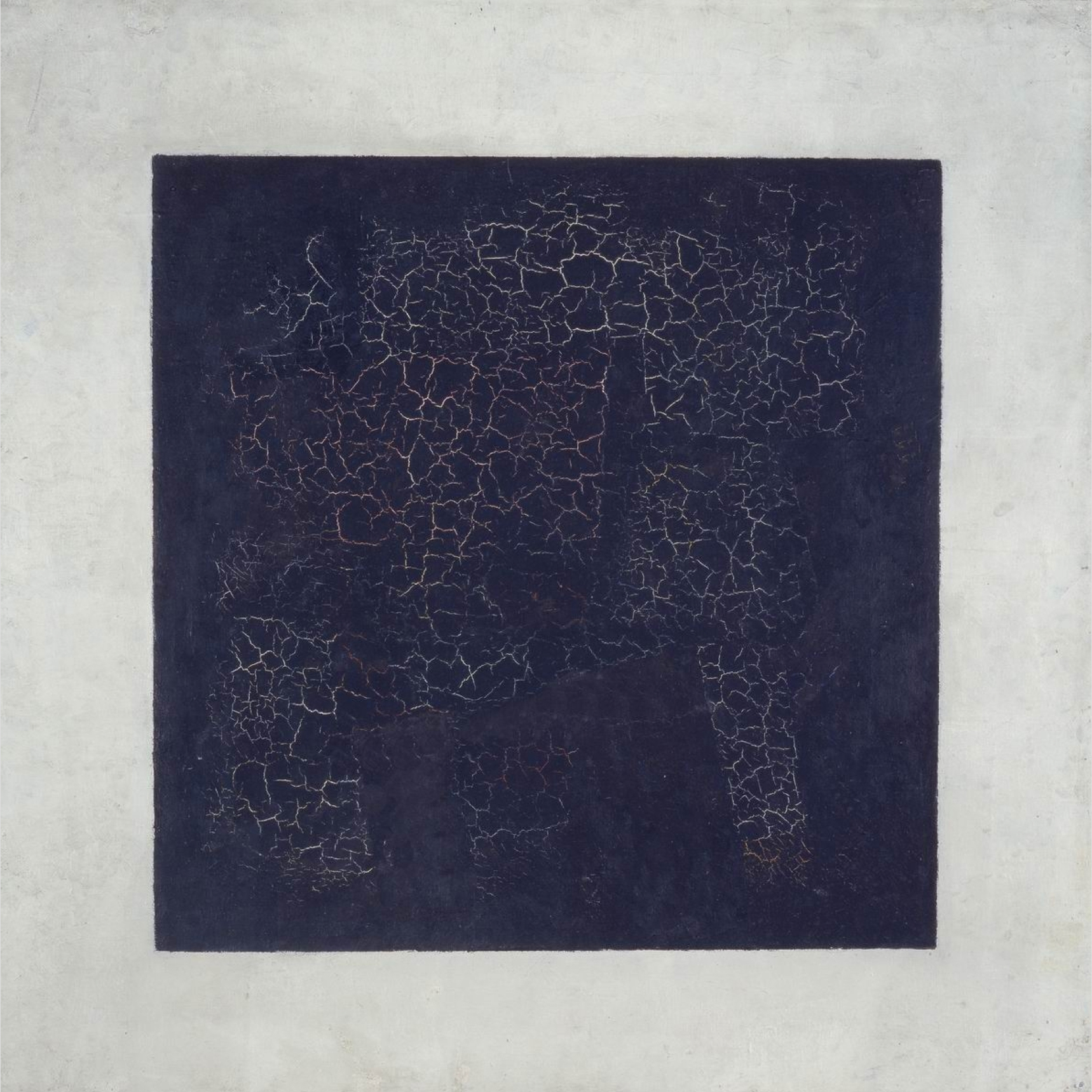
Black Suprematic Square, tranh trên vải của Kazimir Malevich, 1915
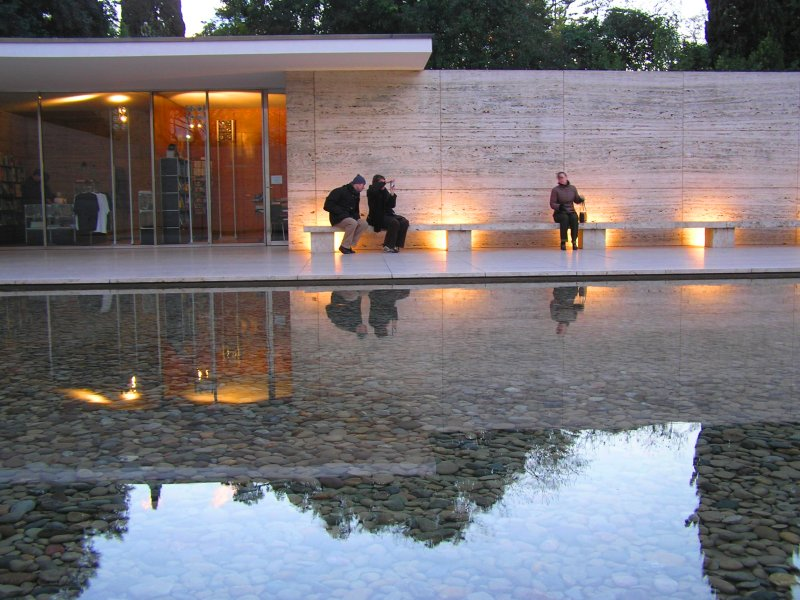
Tòa nhà Barcelona Pavilion theo thiết kế của Ludwig Mies van der Rohe
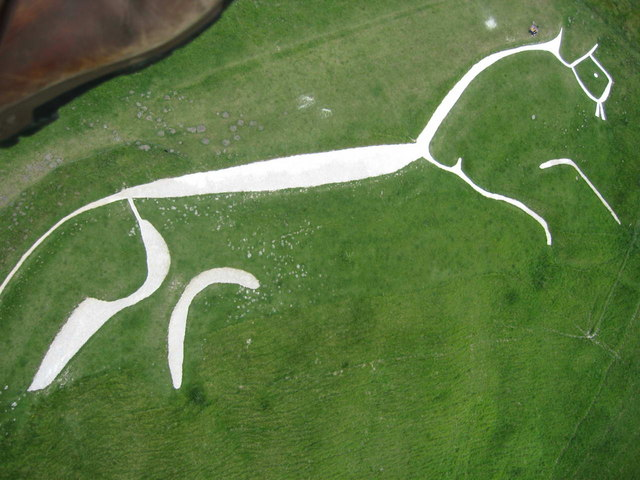
Ngựa Trắng Uffington
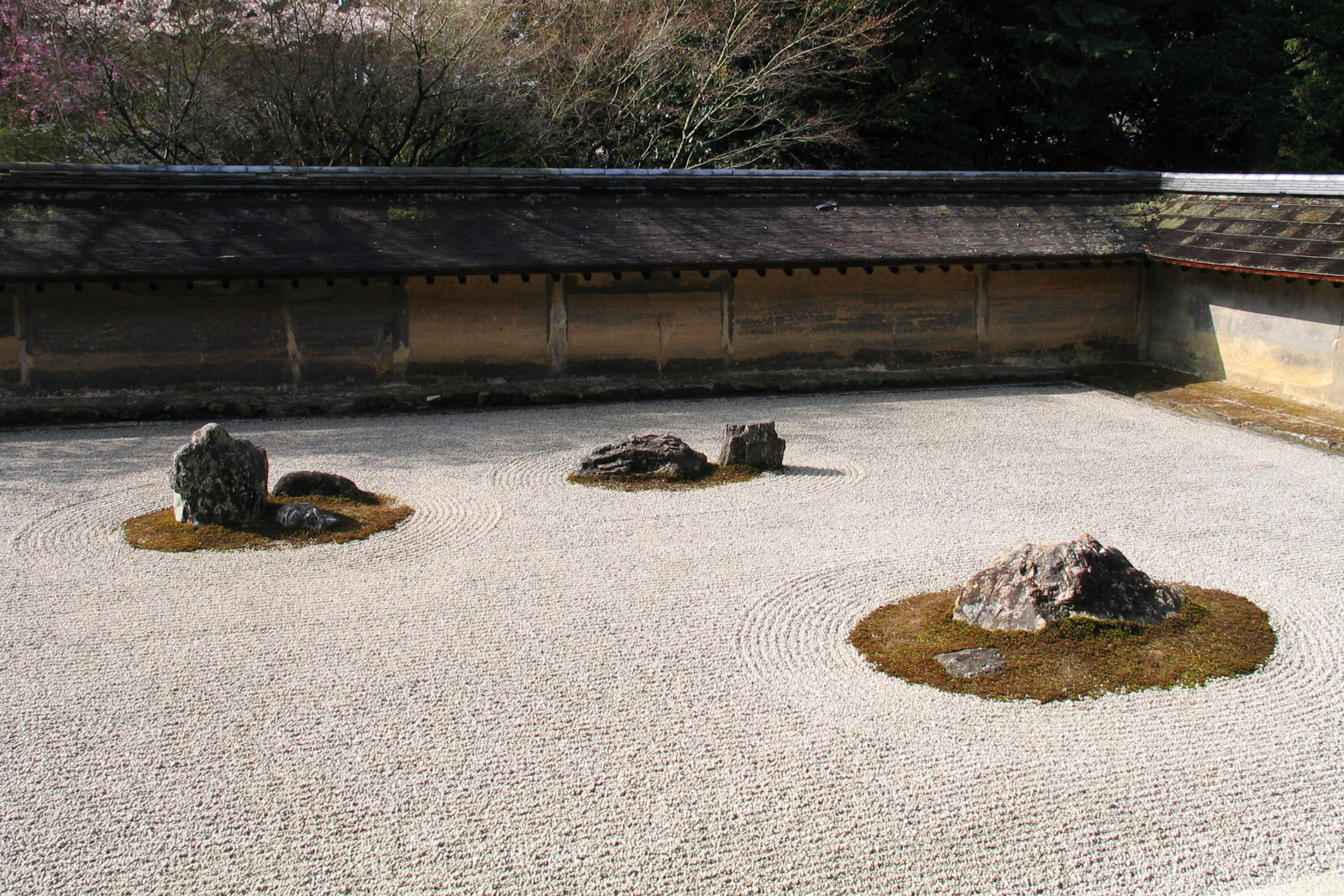
Vườn Nhật Bản theo phong cách Wabi-sabi